# Requienia pseudosphaerosperma
Requienia pseudosphaerosperma är en ärtväxtart som först beskrevs av Schinz, och fick sitt nu gällande namn av Richard Kenneth Brummitt. Requienia pseudosphaerosperma ingår i släktet Requienia och familjen ärtväxter. Inga underarter finns listade i Catalogue of Life.